# André Tisserand (journaliste)
Pour les articles homonymes, voir André Tisserand.
André Tisserand était un journaliste de l'Agence France-Presse, devenu rédacteur en chef en fin de carrière, qui fut de 1950 à 1975 le secrétaire général du Syndicat des journalistes français, portant l'étiquette CFTC puis CFDT.

## Biographie
Né en 1908, André Tisserand devient rédacteur en chef adjoint à l'AFP, responsable des bureaux de province pendant la nuit. Parallèlement il est élu Syndicat des journalistes français, au sein duquel il prend la succession d'Eugène Veuillot, François Veuillot, René Bazin, Roger Chaffard-Luçon, Pierre Denoyer, Paul Thoraval et Maurice Carité, responsabilité qu'il occupera pendant 25 ans, avec pour bras droit René Blanchier, également journaliste à l'AFP, pour trésorier Marc Cluzeau, journaliste au Pèlerin et pour président Paul Parisot. Il est élu de la CFTC puis de la CFDT à la Commission de la carte d'identité des journalistes professionnels. Allié à FO, il se bat pour obtenir les dispositions sur les journalistes pigistes de la loi d'août 1963, qui préfigure la Loi Cressard en affiliant les journalistes à la sécurité sociale, quel que soit leur mode de rémunération par l'entreprise de presse, ce qui permet qu'un pigiste titulaire de la carte de presse en France soit considéré comme salarié. Lors des évènements de mai 1968, il tient un bureau permanent dans un café près de la Place de la Bourse à Paris. Ensuite, avec Paul Parisot, il lance une étude sur le statut de l'entreprise de presse.
Lors du congrès de Toulon, en 1975, la direction du Syndicat des journalistes français, assurée par lui et Paul Parisot, est renversée par une équipe de journalistes menés par Noël Monier, qui est alors élu président.
André Tisserand est décédé en 1999 à l'âge de 91 ans.